# Bathythrix illustris
Bathythrix illustris är en stekelart som beskrevs av Sawoniewicz 1980. Bathythrix illustris ingår i släktet Bathythrix och familjen brokparasitsteklar. Inga underarter finns listade.